# Kolej podmiejska w Baku
Kolej podmiejska w Baku – sieć kolei działająca na półwyspie Apszerońskim, na terenie i w okolicach miasta Baku, stolicy Azerbejdżanu.

## Historia

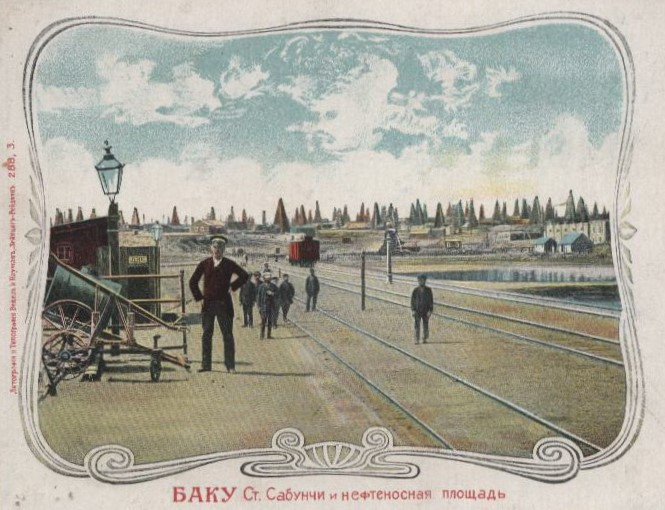
Stacja w Sabunçu w XIX wieku

Kolej w Baku powstała już w 1880 roku. Na początku obsługiwała wyłącznie połączenia towarowe (pociągi woziły ropę naftową do rafinerii), jednak wkrótce do pociągów towarowych dołączyły również pasażerskie. Pierwszą linię kolejową na obszarze dzisiejszej działalności kolei podmiejskiej w Baku zelektryfikowano w 1926 roku; była to linia do Sabunçu.
W latach 1936–1939 zbudowano i uruchomiono pasażerską linię kolejową Sabunçu – Maştağa – Buzovna, a w roku 1950, gdy do użytku oddana została linia Suraxanı – Qala – Buzovna, ukończona została budowa zelektryfikowanego pierścienia kolejowego na półwyspie Apszeron.
Kolej służyła mieszkańcom półwyspu, ułatwiając transport między jego północną a południową częścią. Na północy znajdowały się wówczas obszary wiejskie i przedmieścia z ogródkami działkowymi i parkami; na południu zaś znajdowało się Baku, stolica kraju stanowiąca ważny węzeł transportowy.
Tuż przed upadkiem Związku Radzieckiego, w latach 1984–1985, przeprowadzono przebudowę apszerońskiej sieci kolejowej – zużyte przez lata elementy infrastruktury wymieniono lub zmodernizowano, najbardziej ruchliwe obszary przystosowano do wymagań kolei o większej prędkości, wprowadzono bardziej zaawansowane nowe pociągi elektryczne. Modernizacja umożliwiła także zwiększenie gęstości ruchu na liniach kolejowych.
Sytuacja znacznie pogorszyła się na przełomie XX i XXI wieku. Mimo rozbudowy miasta i wzrostu liczby ludności, rząd inwestował raczej w rozbudowę infrastruktury drogowej i sieci połączeń autobusowych, niż w jakiekolwiek działania związane z koleją. Jednak potencjał transportu szynowego dostrzeżono ponownie w pod koniec pierwszej i w drugiej dekadzie XXI wieku. W 2009 roku narodowy przewoźnik Azerbejdżanu – spółka Azərbaycan Dəmir Yolları, obsługująca m.in. bakijską kolej podmiejską – przeszedł w ręce państwa. Rządzący zaczęli inwestować w kolej: wprowadzano różne plany renowacji państwowej sieci kolejowej; sfinansowano zakup nowoczesnego taboru, odbudowę rozebranych i budowę nowych odcinków torów, renowację dworców i inne inwestycje. 18 marca 2020 roku ponownie, po 70 latach od pierwszego otwarcia, oddano do użytku pierścień wokół półwyspu Apszeron.

## Sieć

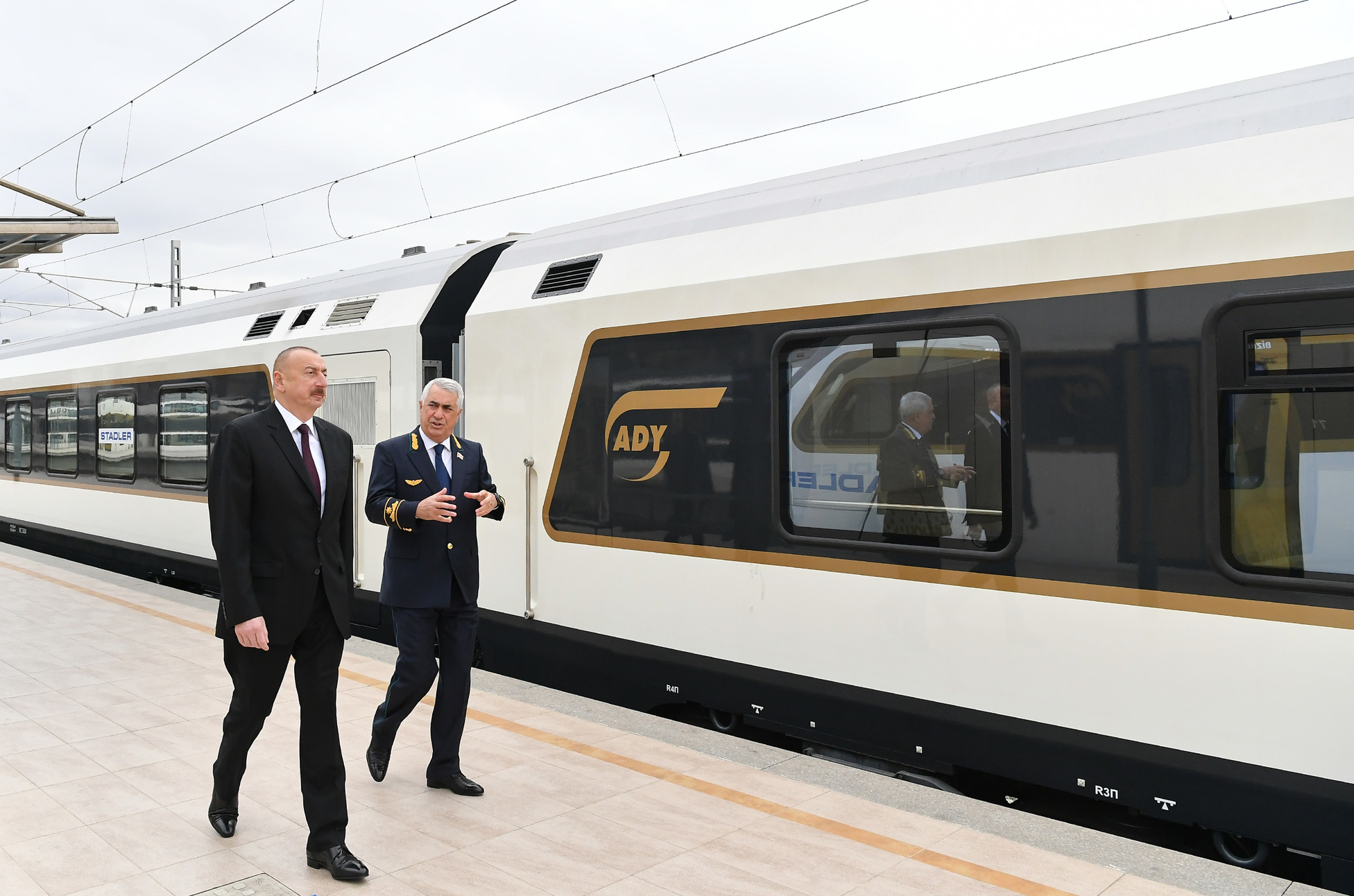
Prezes kolei, Cavid Qurbanov, demonstrujący nowy pociąg İlhamowi Əliyevowi, prezydentowi Azerbejdżanu

Po rozbudowie w 2020 roku, kolej podmiejska obejmuje 91 kilometrów zelektryfikowanych torów o rozstawie szyn 1520 mm. Pociągi zatrzymują się na czternastu stacjach, są to:
- Dworzec główny w Baku,
- stacja Keşlə,
- stacja Koroğlu,
- stacja Bakıxanov,
- stacja Sabunçu,
- stacja Zabrat 1,
- stacja Zabrat 2,
- stacja Məmmədli,
- stacja Pirşağı,
- stacja Goradil,
- stacja Novxanı,
- stacja Sumgait,
- stacja Xırdalan,
- stacja Biləcəri.

## Plany rozbudowy
Sekcja „Mobilność” została uznana za jedną z ważniejszych dla rozwoju Baku do roku 2040. W związku z tym w roku 2020 ogłoszono plany różnych działań związanych z koleją podmiejską, mających wpłynąć na polepszenie jej działania. Zaplanowano między innymi:
- rozszerzenie sieci do 20 stacji przed końcem roku 2027, w tym przywrócenie ruchu pasażerskiego na stacjach obsługujących go dawniej;
- odbudowę kolejnej części zlikwidowanych linii kolejowych;
- budowę całkowicie nowej linii, do lotniska międzynarodowego Baku Heydər Əliyev.

W planie założono wzrost całkowitej długości linii kolejowych na półwyspie ze 198 do 280 kilometrów oraz ilości stacji kolejowych tamże z 26 do 55.